# Medaljfördelning vid olympiska vinterspelen 1924
Medaljfördelning vid olympiska vinterspelen 1924.

## Tabellen
Ländernas placering i listan avgörs av:
1. Antal guldmedaljer.
2. Antal silvermedaljer.
3. Antal bronsmedaljer.
4. Bokstavsordning (förändrar dock inte landets ranking).

Det här systemet används av IOC, IAAF och BBC.
      Arrangör (Frankrike)
| Pl.    | Nation         | Guld | Silver | Brons | Totalt |
| ------ | -------------- | ---- | ------ | ----- | ------ |
| 1      | Norge          | 4    | 7      | 6     | 17     |
| 2      | Finland        | 4    | 4      | 3     | 11     |
| 3      | Österrike      | 2    | 1      | 0     | 3      |
| 4      | Schweiz        | 2    | 0      | 1     | 3      |
| 5      | USA            | 1    | 2      | 1     | 4      |
| 6      | Storbritannien | 1    | 1      | 2     | 4      |
| 7      | Sverige        | 1    | 1      | 0     | 2      |
| 8      | Kanada         | 1    | 0      | 0     | 1      |
| 9      | Frankrike      | 0    | 0      | 3     | 3      |
| 10     | Belgien        | 0    | 0      | 1     | 1      |
| Totalt | Totalt         | 16   | 16     | 17    | 49     |

Två bronsmedaljer delades ut i herrarnas 500 meter skridsko eftersom den platsen delades mellan medaljörerna.

## Individuell medaljfördelning
Totalt fem idrottare vann mer än en medalj, dessa redovisas i tabellen. Totalt var det 115 medaljörer vid spelen.
| Placering | Nation                     | Guld | Silver | Brons | Totalt |
| 1         | Clas Thunberg (FIN)        | 3    | 1      | 1     | 5      |
| 2         | Thorleif Haug (NOR)        | 3    | 0      | 0     | 3      |
| 3         | Roald Larsen (NOR)         | 0    | 2      | 3     | 5      |
| 4         | Julius Skutnabb (FIN)      | 1    | 1      | 1     | 3      |
| 5         | Johan Grøttumsbråten (NOR) | 0    | 1      | 2     | 3      |
| 6         | Thoralf Strømstad (NOR)    | 0    | 2      | 0     | 2      |